# 中川原村
中川原村（なかがわらむら）は、兵庫県津名郡にあった村。現在の洲本市中川原町厚浜、中川原町中川原、中川原町三木田、中川原町安坂、中川原町市原、中川原町二ツ石にあたる。

## 地理
- 海洋：大阪湾

## 歴史
- 1889年（明治22年）4月1日 - 町村制の施行により、細石村・安田村・清水村の区域をもって発足。
- 1955年（昭和30年）3月31日 - 洲本市に編入。同日中川原村廃止。

## 交通

### 道路
- 国道28号

現在は旧村域に神戸淡路鳴門自動車道の中川原バスストップが所在するが、当時は未開通。